# Ocostaspora apilongissima
Ocostaspora apilongissima är en svampart som beskrevs av E.B.G. Jones, R.G. Johnson & S.T. Moss 1983. Ocostaspora apilongissima ingår i släktet Ocostaspora och familjen Halosphaeriaceae.   Inga underarter finns listade i Catalogue of Life.